# Leucophoebe kempfi
Leucophoebe kempfi là một loài bọ cánh cứng trong họ Cerambycidae.